# Galerita africana
Galerita africana es una especie de escarabajo de la familia Carabidae.

## Distribución geográfica
Se distribuye por Senegambia.